# Campionati mondiali open di judo
I Campionati mondiali open di judo  sono una competizione sportiva annuale organizzata dalla International Judo Federation. La prima edizione si è svolta nel 2008 a Levallois-Perret, l'evento è tornato a disputarsi nel 2017.

## Edizioni
| Anno | Città            | Nazione |
| ---- | ---------------- | ------- |
| 2008 | Levallois-Perret | Francia |
| 2011 | Tjumen'          | Russia  |
| 2017 | Marrakech        | Marocco |

## Medagliere per nazioni
| Posiz. | Nazione              | Oro | Argento | Bronzo | Totale |
| ------ | -------------------- | --- | ------- | ------ | ------ |
| 1      | Francia              | 2   | 0       | 1      | 3      |
| 2      | Cina                 | 2   | 0       | 0      | 2      |
| 3      | Giappone             | 1   | 0       | 6      | 7      |
| 4      | Uzbekistan           | 1   | 0       | 0      | 1      |
| 5      | Russia               | 0   | 3       | 1      | 4      |
| 6      | Belgio               | 0   | 1       | 0      | 1      |
| 6      | Ungheria             | 0   | 1       | 0      | 1      |
| 6      | Bosnia ed Erzegovina | 0   | 1       | 0      | 1      |
| 8      | Cuba                 | 0   | 0       | 2      | 2      |
| 9      | Polonia              | 0   | 0       | 1      | 1      |
| 9      | Tunisia              | 0   | 0       | 1      | 1      |
| Totale | Totale               | 6   | 6       | 12     | 24     |